# Klaus Spinka
Klaus Spinka (* 25. Juli 1960 in Neunkirchen, Niederösterreich) ist ein ehemaliger österreichischer Grasskiläufer. Er wurde viermal Weltmeister, gewann sieben weitere WM-Medaillen sowie sieben Medaillen bei Europameisterschaften und drei österreichische Meistertitel.

## Karriere
Spinka begann zunächst mit dem Alpinen Skilauf. Als Jugendlicher kam er zum Grasskisport und 1978 wurde er ins österreichische Nationalteam aufgenommen. Bei der ersten Grasski-Weltmeisterschaft, die 1979 im Bryce Resort, US-Bundesstaat Virginia, stattfand, erreichte er den zweiten Platz im Riesenslalom. In den nächsten Jahren wurde der Niederösterreicher durch mehrere Verletzungen immer wieder zurückgeworfen, weshalb er vorerst keine weiteren Topresultate schaffte. 1982 wurde Spinka erstmals Österreichischer Meister und im folgenden Jahr konnte er auch international wieder an der Spitze mitfahren. Bei der Weltmeisterschaft 1983 im australischen Kiama gewann er die Bronzemedaille im Slalom und in der Kombination, im Riesenslalom wurde er Fünfter. Sehr enttäuschend verlief allerdings die WM 1985 in Owen, wo er nur im Riesenslalom als Zwölfter ins Ziel kam.
1986 gewann Spinka seine ersten Medaillen bei Europameisterschaften. In Petersfield wurde er Zweiter im Riesenslalom und in der Kombination sowie Dritter im Slalom. Im Europacup belegte er hinter dem Schweizer Richi Christen den zweiten Gesamtrang. Der erste ganz große Erfolg gelang ihm 1987 bei der Weltmeisterschaft im japanischen Nobeyama. Vor dem Deutschen Uwe Kalliwoda und Richi Christen wurde er Weltmeister im Slalom. Im Super-G und in der Kombination fuhr er jeweils hinter dem Schweizer Erwin Gansner auf Platz zwei und im Riesenslalom belegte er Rang vier. Bei der Weltmeisterschaft 1989 konnte er seinen Slalomtitel erfolgreich verteidigen und im Super-G fuhr er erneut auf Platz zwei. Bei der Europameisterschaft 1988 wurde er Dritter im Slalom, 1990 erreichte er aber keine vorderen Plätze. Weitere Medaillen gewann Spinka bei der Weltmeisterschaft 1991 (Zweiter Platz im Slalom) und bei der Europameisterschaft 1992 (Dritter in der Kombination, Fünfter im Slalom). 1993 stand er anlässlich der Weltmeisterschaft in Asiago wieder zweimal ganz oben auf dem Siegespodest. Er gewann den Slalom und die Kombination, wurde Fünfter im Super-G und Sechster im Riesenslalom. Nach der Europameisterschaft 1994 in Kálnica, bei der er Zweiter im Super-G und Dritter im Riesenslalom wurde, zog sich Spinka weitgehend vom Wettkampfgeschehen zurück, um sich verstärkt seinem Beruf als Lehrer und Trainer an der Sporthauptschule in Lilienfeld und seiner Familie zu widmen.
In den nächsten zehn Jahren nahm Spinka nur noch vereinzelt an Wettkämpfen teil, erreichte dabei aber sowohl national als auch international noch gute Leistungen. 1997 wurde er zum zweiten Mal nach 1985 Österreichischer Meister im Slalom und 2003 belegte er im Weltcup-Slalom von Nové Město na Moravě den zweiten Platz. 2004 beendete er endgültig seine Karriere.
Spinka baut in einem kleinen Betrieb in Lilienfeld Grasskier und ist neben Christian Balek der zweite österreichische Hersteller dieser Sportgeräte.

## Erfolge

### Weltmeisterschaften
- Bryce Resort 1979: 2. Riesenslalom
- Kiama 1983: 3. Slalom, 3. Kombination, 5. Riesenslalom
- Owen/Teck 1985: 12. Riesenslalom
- Nobeyama 1987: 1. Slalom, 2. Super-G, 2. Kombination, 4. Riesenslalom
- Kindberg 1989: 1. Slalom, 2. Super-G
- Bursa 1991: 2. Slalom
- Asiago 1993: 1. Slalom, 1. Kombination, 5. Super-G, 6. Riesenslalom

### Europameisterschaften
- Petersfield 1986: 2. Riesenslalom, 2. Kombination, 3. Slalom
- Gutenstein 1988: 3. Slalom
- Faistenau 1992: 3. Kombination, 5. Slalom
- Kálnica 1994: 2. Super-G, 3. Riesenslalom

### Weltcup
- Saison 2003: 12. Gesamtrang

### Europacup
- Saison 1984: 3. Gesamtrang
- Saison 1986: 2. Gesamtrang

### Österreichische Meisterschaften
- Dreifacher Österreichischer Meister: Slalom 1985 und 1997, Riesenslalom 1982